# Музей штата Мизорам
Музей штата Мизорам (англ. Mizoram State Museum) расположен в городе Аиджал, штат Мизорам, Индия. Это этнографический музей с коллекциями, выставленными в пяти галереях: текстиля, этнологии, истории, антропологии, естественной истории, — и на археологической террасе. Коллекция занимает четыре этажа.
Музей был основан в апреле 1977 Исследовательским Институтом Племен под эгидой Министерства образования штата Мизорам. В 1989 он был передан Министерству культуры и искусства штата. Сначала музей размещался в арендованном помещении, но 14-го июля 1990 года переехал в новое специально построенное для него здание. Галереи музея были в значительной степени обновлены и реконструированы с помощью Индийского музея Калькутты. Также финансовая помощь музею была оказана Мемориалом Виктории, Калькутта.

## Галерея

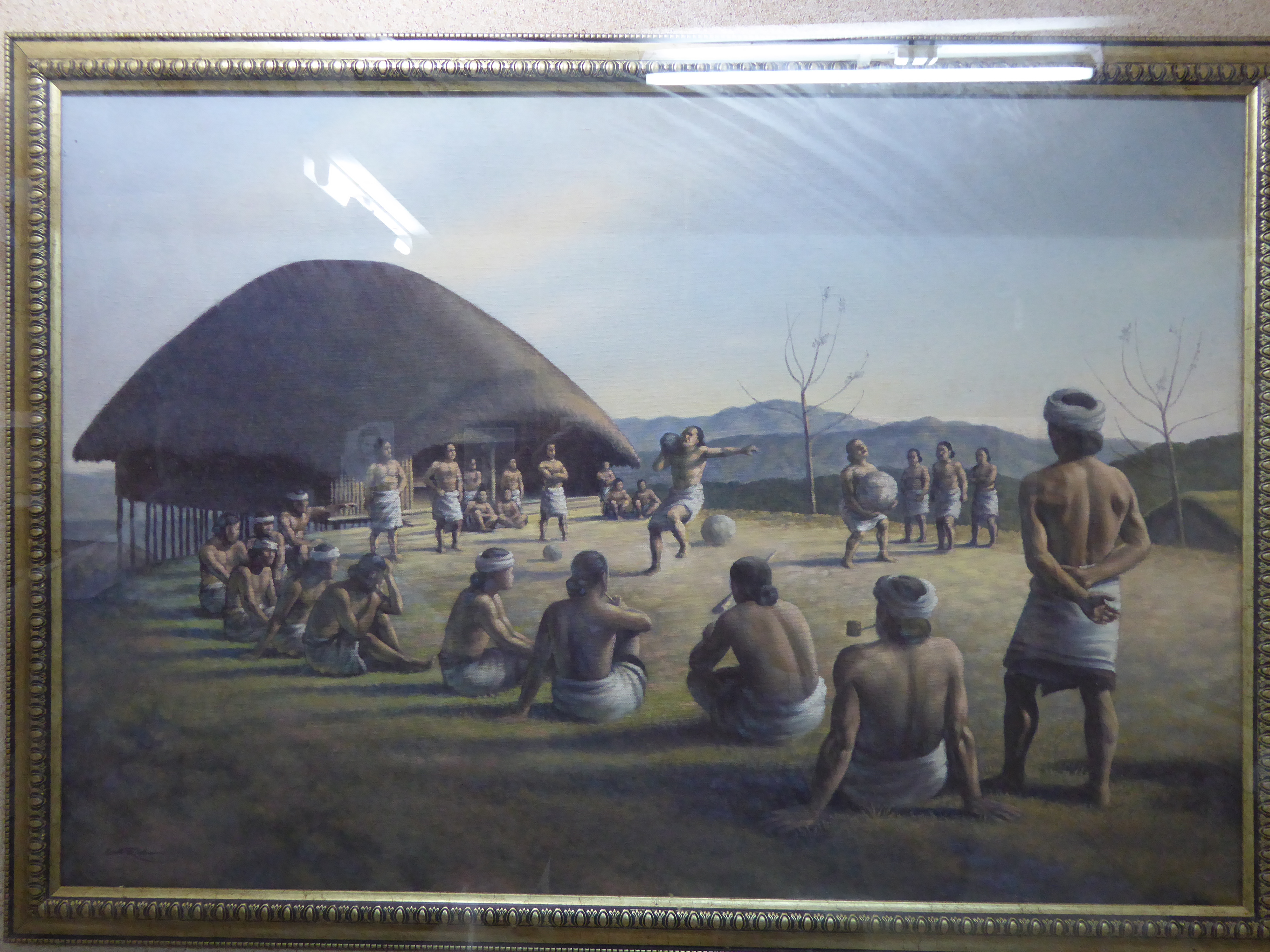
Юноши занимаются спортом рядом с холостяцким общежитием
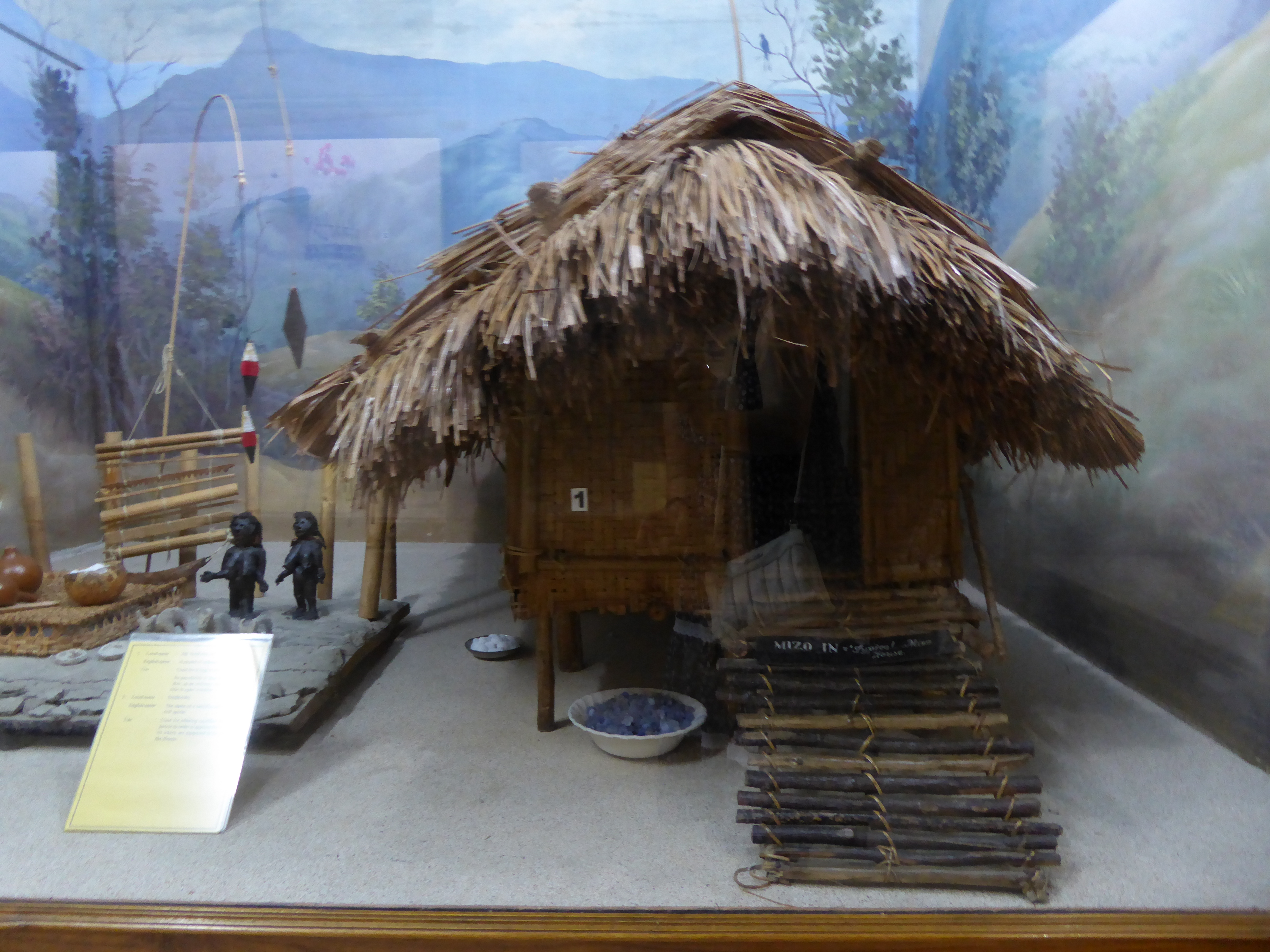
Модель дома племени мизо
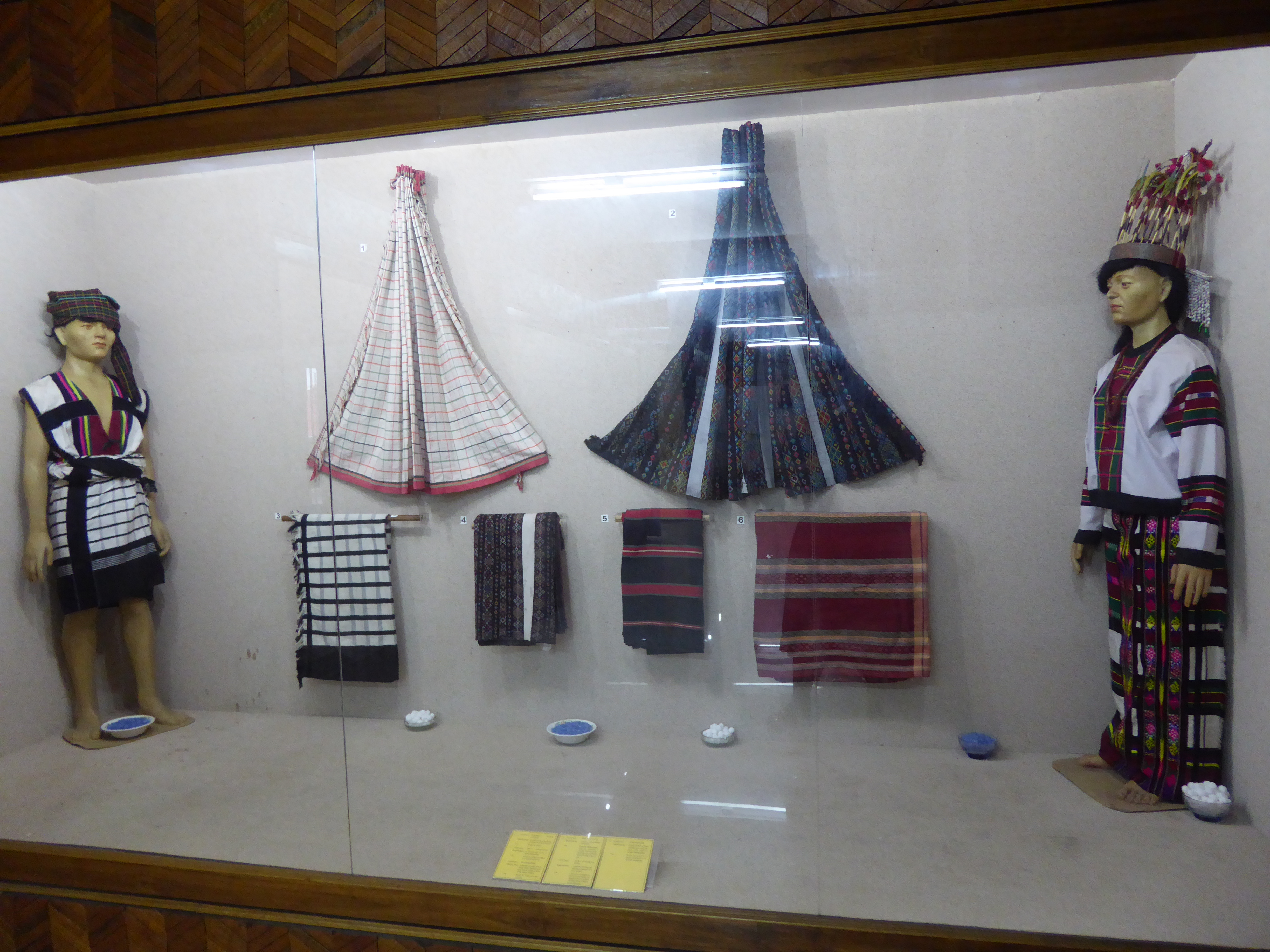
Традиционные костюмы мизо
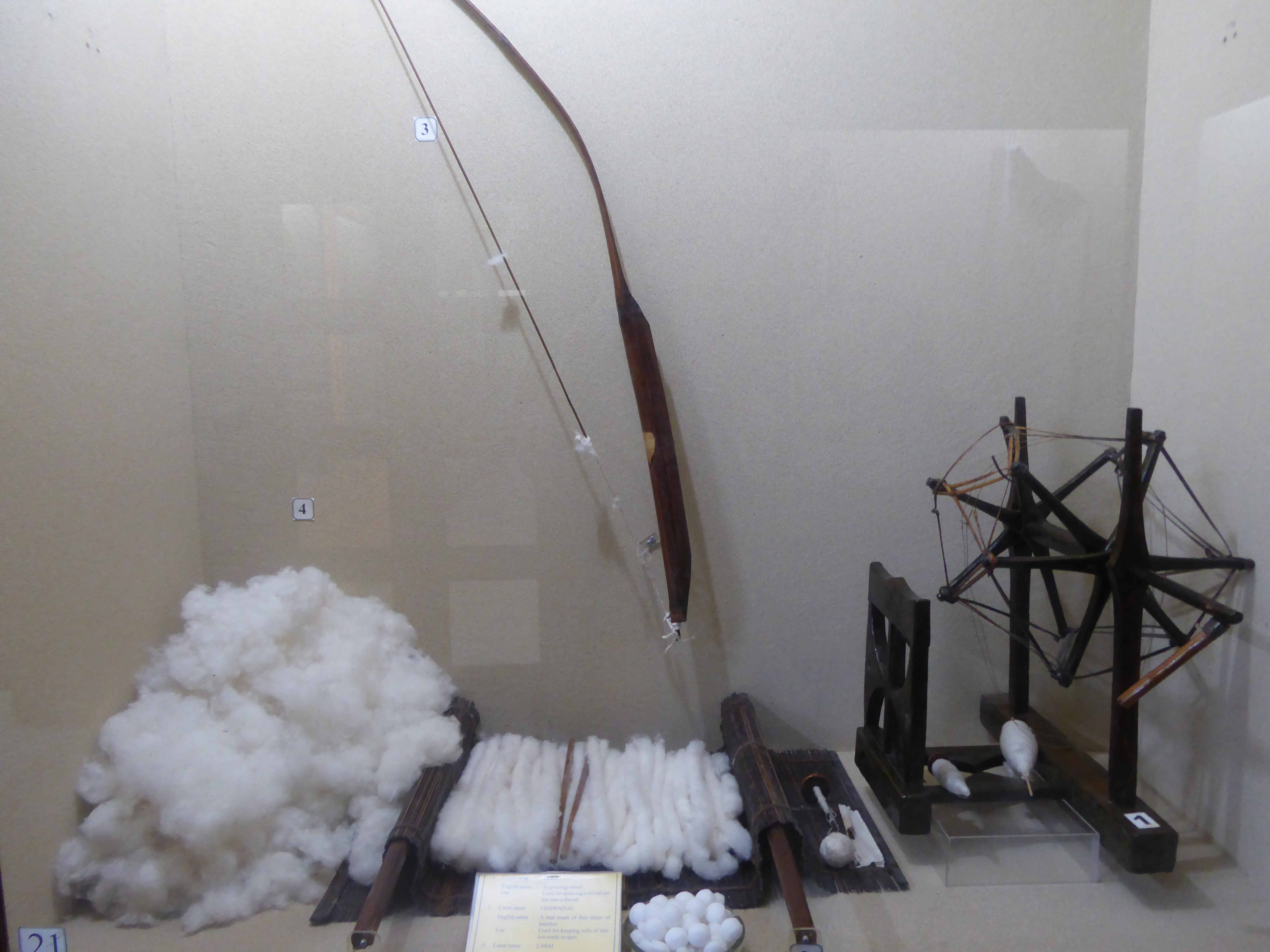
Инструменты для переработки хлопка